# Ligne Hankyu Senri
La ligne Hankyu Senri (阪急千里線, Hankyū Senri-sen) est une ligne ferroviaire du réseau Hankyu dans la préfecture d'Osaka au Japon. Elle relie la gare de Tenjimbashisuji Rokuchōme à celle de Kita-senri. C’est une branche de la ligne principale Kyoto.

## Histoire
La ligne a été ouverte le 1er avril 1921 entre les gares d'Awaji et de Senriyama par la compagnie Kita-Osaka Electric Railway. Cette dernière passe sous contrôle de la Shin-Keihan Railway en 1923. En 1925, la ligne est prolongée au sud à Tenjimbashi (aujourd'hui Tenjimbashisuji Rokuchōme).
En 1943, la ligne passe dans le giron de Hankyu qui a absorbé Shin-Keihan. La ligne est prolongée vers le nord à Shin-Senriyama (aujourd'hui Minami-senri) en 1963 et à Kita-senri en 1967.

## Caractéristiques

### Ligne
- Ecartement : 1 435 mm
- Alimentation : 1 500 V par caténaire
- Vitesse maximale : 80 km/h

### Interconnexion
La ligne est connectée à la ligne Kyoto à Awaji. A la gare de Tenjimbashisuji Rokuchōme, les trains continuent sur la ligne Sakaisuji du métro d'Osaka.

### Liste des gares
| Numéro | Gare                      | Nom japonais   | Distance (km) | Correspondances                                                      | Ville |
| ------ | ------------------------- | -------------- | ------------- | -------------------------------------------------------------------- | ----- |
| K-11   | Tenjimbashisuji Rokuchōme | 天神橋筋六丁目 | 0             | Métro d'Osaka : Sakaisuji (interconnexion), Tanimachi                | Osaka |
| HK-87  | Kunijima                  | 柴島           | 2,2           |                                                                      | Osaka |
| HK-63  | Awaji                     | 淡路           | 3,5           | Hankyu : Kyoto (interconnexion) JR West : Osaka Higashi (à JR-Awaji) | Osaka |
| HK-88  | Shimo-Shinjō              | 下新庄         | 4,4           |                                                                      | Osaka |
| HK-89  | Suita                     | 吹田           | 6,0           |                                                                      | Suita |
| HK-90  | Toyotsu                   | 豊津           | 6,9           |                                                                      | Suita |
| HK-91  | Kandai-mae                | 関大前         | 7,8           |                                                                      | Suita |
| HK-92  | Senriyama                 | 千里山         | 8,6           |                                                                      | Suita |
| HK-93  | Minami-senri (ja)         | 南千里         | 10,2          |                                                                      | Suita |
| HK-94  | Yamada                    | 山田           | 11,6          | Monorail d'Osaka : ligne principale                                  | Suita |
| HK-95  | Kita-senri                | 北千里         | 13,6          |                                                                      | Suita |